# ProSieben MorningShow
Die ProSieben MorningShow war eine Comedy-Morgenshow, die werktags zwischen dem 6. September und 23. Dezember 1999 ab 06:30 Uhr auf ProSieben live aus einem Café inmitten Berlins ausgestrahlt wurde. Sie setzte sich aus folgenden Teilen zusammen:
- Infotainment (aktuelle Nachrichten um 07:00 Uhr präsentiert durch Julia Böhm)
- Talks mit Promis oder Gästen des Cafés
- Kurz-Comedy-Serien (wie zum Beispiel der Morgenvisite, einer Krankenhaus-Satire)
- Musik-Clips

Neben Wigald Boning und Steffen Hallaschka führten noch Ken Jebsen und Arzu Bazman durch die Sendung, in späteren Folgen kam Tommy Wosch zur Besetzung hinzu. News Anchor war unter anderem Julia Böhm. Als Titelsong wurde Carl Douglas’ Kung Fu Fighting eingesetzt.
Auf Grund schlechter Einschaltquoten wurde die Sendung bereits nach knapp über drei Monaten abgesetzt, die letzte Folge wurde am 23. Dezember 1999 aufgenommen.